# Poolshoogte (heuvel)

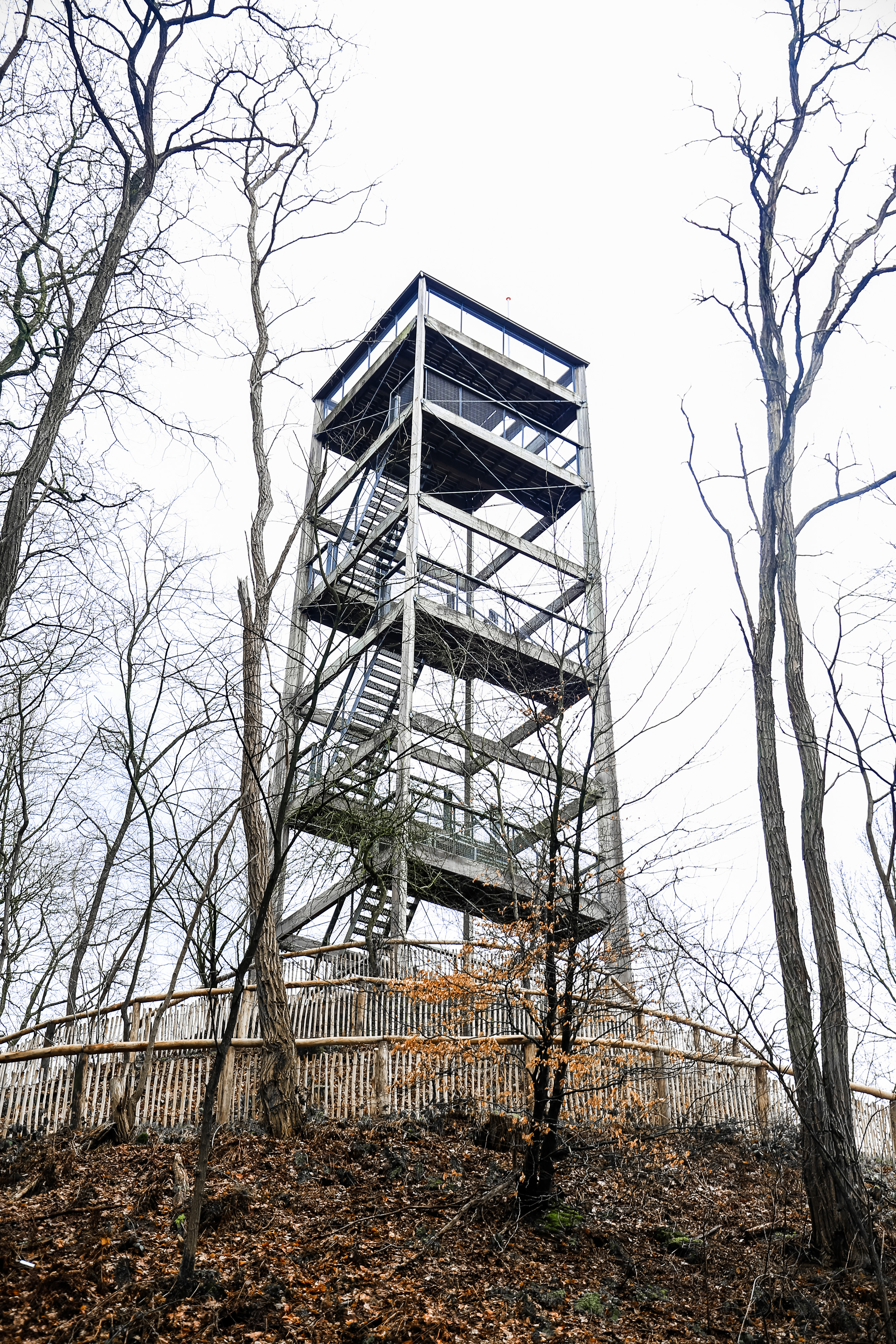
Poolshoogte in 2018

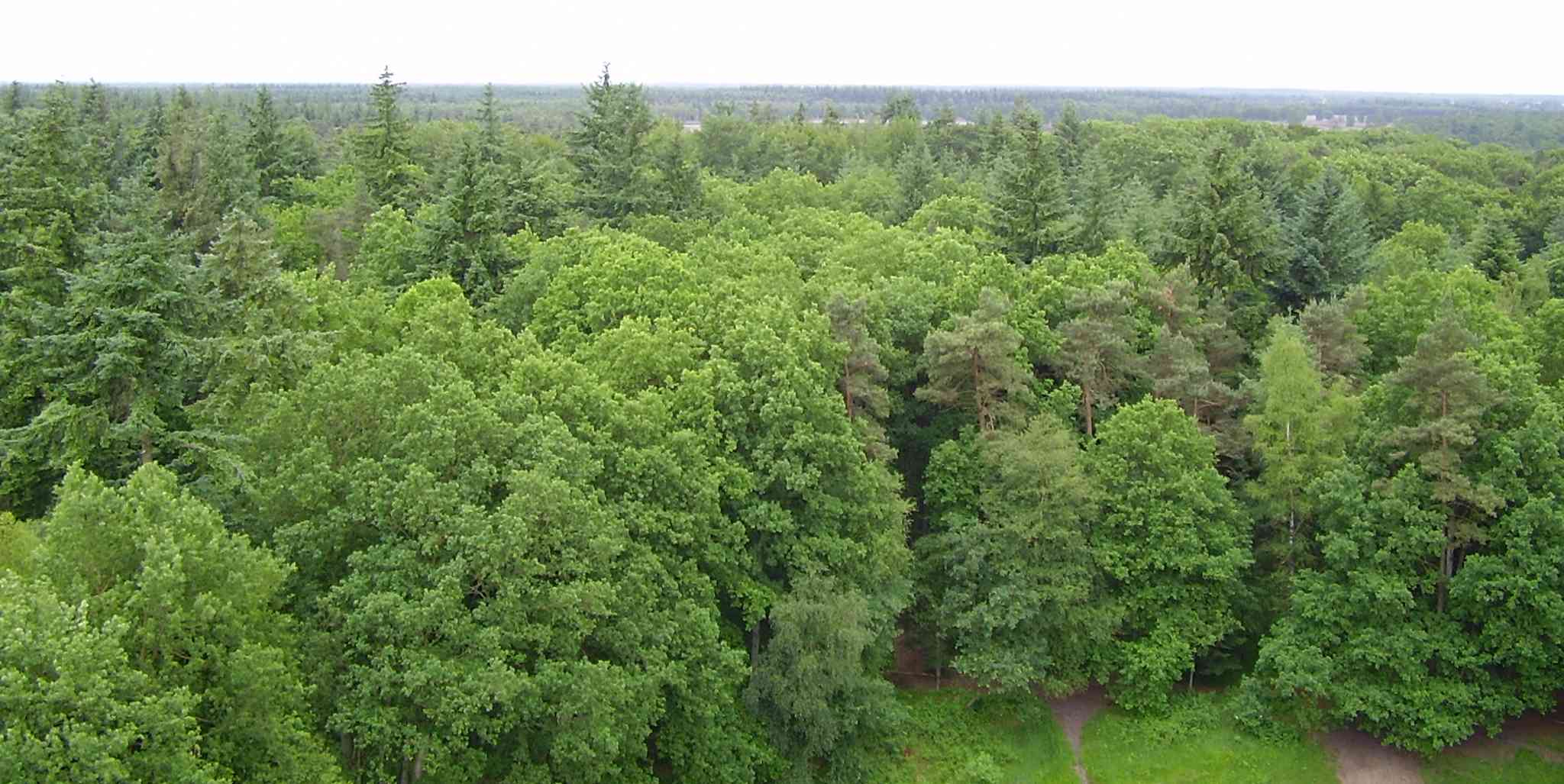
Uitzicht naar het zuiden vanaf de uitkijktoren

De Poolshoogte is een heuvel met uitkijktoren aan de Boswachter Meelkerlaan in boswachterij Odoorn in de gemeente Borger-Odoorn, in de Nederlandse provincie Drenthe.
In 1934, bij de tweede ontginningsfase van het gebied, werd in opdracht van boswachter Meelker een heuvel van 13 meter hoogte opgeworpen, naar een ontwerp van zijn zoon, die ook de naam Poolshoogte bedacht. De "klus" werd verricht vanuit de werkverschaffing. De arbeiders moesten dit aanvankelijk met schop en kruiwagen doen. Een journalist die het opwerpen van de heuvel beschreef noemde het, vanwege de bloedblaren aan de handen van de arbeiders, de Bloedberg van Exloo. Deze officieuze naam wordt nog steeds gebruikt. De top van de heuvel ligt op 38 meter boven NAP. Naar de top leiden twee paden die een zogeheten dubbele helix vormen. Vanaf de top kon de jonge aanplant in de omtrek goed in gaten gehouden worden: men kon er "poolshoogte nemen".

## Toren
Omdat het uitzicht door groeiende bomen werd belemmerd is er in 1968 een brandwachttoren op de heuvel gebouwd. Deze toren was een voormalige toren van de Nederlandse Aardolie Maatschappij. De toren verloor zijn functie en werd in 1999 afgebroken. In 2000 werd er een nieuwe uitzichttoren gebouwd die werd opengesteld voor het publiek. Vanuit de toren heeft de bezoeker  uitzicht over het Poolshoogte Schapenpark.

## Theehuis
In de jaren vijftig werd nabij de heuvel een klein rietgedekt theehuis gebouwd, dat ook de naam 'Poolshoogte' droeg. Na 1983 werd het theehuis geëxploiteerd door de familie Venema, die het gebouw vergrootte. Het theehuis brandde in de nacht van 3 op 4 oktober 2005 als gevolg van brandstichting af. Vanaf april 2006 was het theehuis in bedrijf vanuit een noodvoorziening. In september 2009 opende het nieuwe theehuis.

## Muziek
Sinds 2002 worden er bij Poolshoogte openluchtconcerten gegeven, van klassiek tot country en bluegrass, door muziekverenigingen en shantykoren. Het bekendst is in deze zomerserie de nacht waarop het Veenkoloniaal Symfonie Orkest onder de naam "Music in the woods" een concert verzorgt.